# Oksykodon
Oksykodon (łac. oxycodonum) – organiczny związek chemiczny, pochodna kodeiny, silny opioidowy lek przeciwbólowy zsyntetyzowany po raz pierwszy w 1916 roku w Niemczech z tebainy. W medycynie stosuje się go głównie w postaci chlorowodorku.
Strukturalnie podobny jest do kodeiny, od której różni się obecnością grupy hydroksylowej w pozycji 14, zastąpieniem grupy hydroksylowej w pozycji 6 przez grupę karbonylową (ketonową) oraz zredukowaniem wiązania podwójnego między węglami 7,8 do pojedynczego. Rdzeń nazwy substancji pochodzi od kodeiny, przedrostek „oksy-” oznacza formę utlenioną, a końcówka „-on” zaznacza obecność grupy ketonowej w cząsteczce.

## Przyswajalność
Oksykodon stosuje się doustnie, doodbytniczo oraz w postaci zastrzyków; dożylnie, domięśniowo lub podskórnie. Przyswajalność przy podaniu doustnym wynosi 60–87%. Przy podaniu doodbytniczym przyswajalność jest podobna jak w przypadku podania doustnego. Zastosowanie oksykodonu w formie zastrzyku prowadzi do szybszego oraz mocniejszego działania substancji.

## Działania niepożądane
Euforia, senność, nudności, zaparcia, trudności z oddawaniem moczu, wysypka, zaczerwienienie skóry, zawrót głowy i wahania emocjonalne to najczęściej spotykane skutki uboczne. Inne efekty uboczne to nieznaczne zmniejszenie poziomu testosteronu u mężczyzn, czasowa impotencja, jak również znaczne powiększenie prostaty u mężczyzn (przy długotrwałym używaniu leku).
Ma działanie uzależniające, co zatajał jego producent, firma Purdue Pharma, będąca własnością Mortimera Sacklera i jego brata Raymonda. Firma ta prowadziła wieloletnią kampanię marketingową z udziałem lekarzy, która umniejszała ryzyko uzależnienia i promowała jego korzyści.

## Użycie pozamedyczne
Oksykodon, jak prawie każdy lek opioidowy, stosowany jest jako narkotyk, głównie w USA, Kanadzie i Australii. Jego działanie podobne jest do działania morfiny i heroiny. Działanie narkotyczne wykazuje już w dawkach medycznych. Odnotowanych jest wiele przypadków śmiertelnych po jego zażyciu, często po podaniu równocześnie leków uspokajających, takich jak benzodiazepiny lub po spożyciu alkoholu.

## Preparaty

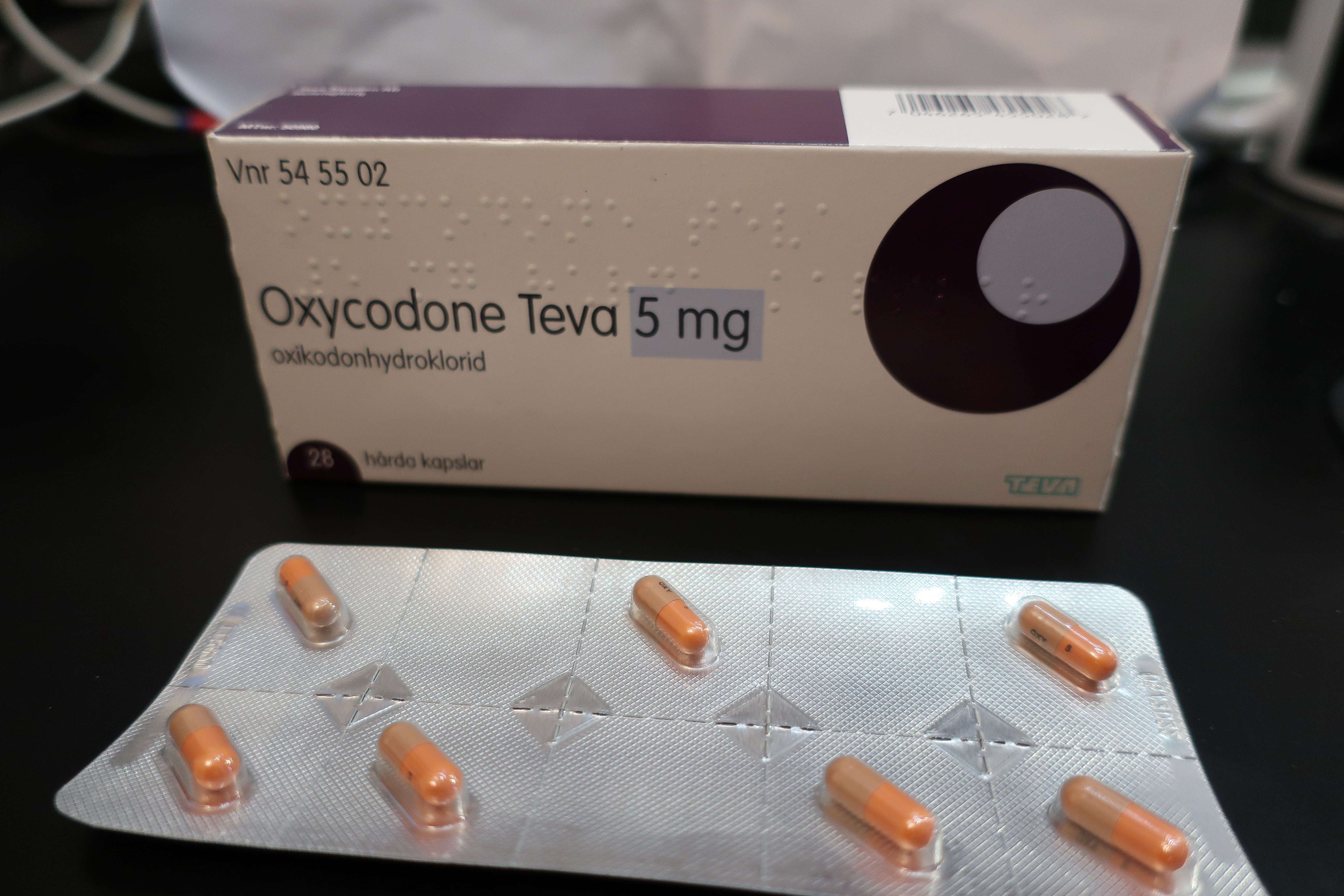
Opakowanie oksykodonu w formie kapsułek

W Polsce jest dostępny jako preparat prosty w postaci tabletek (Accordeon, Oxycodone Vitabalans, Oxycontin, Oxydolor i Reltebon) i roztworu do zastrzyków (Oxycodone Molteni i Oxynorm) oraz w połączeniu z naloksonem (tabletki Oxyduo, Oxynador i Targin). Wszystkie ww. preparaty wymagają recept Rpw.